# Tonrufzweitgerät
Bei einem Tonrufzweitgerät (TZG) handelt es sich um eine spezielle Ausführung einer Telefondose, die es ermöglicht, Anrufe eines primären Telefons an entfernten Orten akustisch und visuell zu signalisieren.
Neben der Signalisierung des Anrufes direkt am Telefon, das an einem bestimmten Ort steht, kann durch das Tonrufzweitgerät eine entfernte gleichzeitige Signalisierung, etwa in anderen Räumen, realisiert werden. Bei eingehenden Anrufen blinkt eine Leuchte und/oder es ertönt ein akustisches Signal.
Je nach Ausführung des Tonrufzweitgeräts kann ein Telefon über eine TAE-Buchse angeschlossen werden.

## Einsatzbeispiele
- Laute Umgebungen: Durch z. B. eine Leuchtdiode, Glühlampe oder Blitzröhre als visuelle Signalisierungseinrichtung kann in Umgebungen mit übermäßiger Geräuschkulisse erreicht werden, dass eingehende Anrufe wahrgenommen werden.
- Entfernte Räume: Hält sich der Benutzer häufiger in anderen Räumen des Hauses auf als in dem, in dem sich das Telefon befindet, kann eine bessere Erreichbarkeit erzielt werden. Gleiches gilt auch für Handwerks- oder Industriebetriebe, wenn das Telefon auch in einer Halle oder auf dem Außengelände zu hören sein soll.

## Modelle und Ausführungen

Tonrufzweitgerät WK954 aus den 1980er Jahren
Tonrufzweitgerät WK955 mit abdeckbarer TAE-F aus den 1990er Jahren